# Andrey Shamruk
Andrey Shamruk (tiếng Belarus: Андрэй Шамрук; tiếng Nga: Андрей Шемрук; sinh 27 tháng 4 năm 1994) là một cầu thủ bóng đá Belarus. Tính đến năm 2018, anh thi đấu cho Minsk.